# Gabriel Ferrater i Soler
|  | Aquest article tracta sobre el poeta i escriptor. Si cerqueu l'enginyer, vegeu «Gabriel Ferraté Pascual». |

Gabriel Ferrater i Soler (Reus, 20 de maig de 1922 - Sant Cugat del Vallès, 27 d'abril de 1972) va ser un poeta, crític, traductor i lingüista català. Va ser el primer poeta modern de la literatura catalana de postguerra i el que més va influir en la joventut i els poetes posteriors. El seu caràcter independent i racionalista i la seva erudició van començar en la biblioteca de casa seva, ja que no va anar a escola fins als deu anys. El seu llibre més important és Les dones i els dies (1968).
Segons Xavier Macià:
| « | Gabriel Ferrater representa un model d'intel·lectual i de poeta heterodox i atípic, almenys amb relació als referents de l'època. Ben allunyat del model d'intel·lectual orgànic definit per Gramsci —del tot impensable a la Catalunya franquista—, i prou allunyat també del model resistencialista i patrioter, Ferrater se'ns apareix bàsicament com un home de lletres liberal i independent, escèptic, antiprovincià, recelós d'ideologies i dogmatismes, polítics o estètics, i, per damunt de tot, lúcid, iconoclasta i provocador. Un personatge poc convencional, autodidacte, rigorós, amè, didàctic i sempre apassionat. | » |

## Biografia

### Primers anys
Gabriel Ferrater va néixer l'any 1922 al Raval de Santa Anna número 80 de Reus, a la casa que posteriorment seria reformada i coneguda com a Casa Fàbregas. Va ser el gran de tres germans; els altres dos eren el Joan i l'Amàlia. La família de Ferrater, dedicada a l'exportació de vins en l'empresa que havia fundat el seu avi, tenia una bona situació econòmica. El pare, Ricard Ferraté, era una persona culta que s'havia dedicat a la política, la mare, Amàlia Soler Rosselló (Reus 1899 - Barcelona 1977) era filla de l'advocat Joan Soler González. La família Ferrater es passava llargs períodes al Mas del Picarany; on van traslladar gran part de la seva biblioteca.
Gabriel Ferrater no va anar a l'escola fins als deu anys. És molt possible que el fet de no començar l'escola fins aquesta edat influís en algunes decisions que va adoptar al llarg de la seva vida; no només pel que fa a la seva solitud, sinó respecte del seu esperit crític enfront de les incompetències docents.
Després d'unes quantes temptatives frustrades d'estudiar a l'estranger, l'octubre de l'any 1932 Ferrater va començar al Col·legi de Sant Pere Apòstol de Reus. Quan va ingressar en aquest col·legi ja sabia llegir. Ferrater «va aprendre a llegir d'una forma anàrquica, solitària i a partir de textos no convencionals» (El Gabriel Ferrater de Reus, Ramon Gomis. pàg. 48). Aquest fet va provocar que Ferrater adoptés una gran capacitat d'aprenentatge autodidàctic. Entre els anys 1933 i 1935 va fer tres cursos de batxillerat.
A més dels estudis de batxillerat, Gabriel Ferrater devorava els llibres que hi havia a la biblioteca familiar. Als tretze anys ja havia llegit La muntanya màgica i Els Buddenbrook de Mann i llegia, en la versió original, les novel·les de Stendhal i Flaubert. Als catorze anys ja llegia Paul Verlaine i Les fleurs du mal de Baudelaire. Un autor que també li agradava molt era Edgar Allan Poe. Ferrater va començar llegint molta literatura. Anys després, la seva passió lectora es va ampliar cap a altres camps i bastiria la seva immensa cultura amb coneixements de tota classe.

### Anys de guerra i exili
El desordre moral que van provocar la revolta i la Guerra Civil espanyola van impactar molt Ferrater. D'una banda perquè tot el que ocorria, en certa manera, era vinculat al seu pare, ja que Ricard Ferrater estava compromès amb el govern perquè era d'Acció Catalana (partit que en aquell moment formava part de la coalició que governava la Generalitat). D'una altra banda, perquè la situació de revolta li va suposar poder tenir una gran llibertat.
El primer bombardeig de Reus va ser el 24 d'agost de 1937 i a final d'aquest mateix any la ciutat va tornar a ser bombardejada. Com a conseqüència, la família Ferrater va instal·lar-se al mas del Picarany (finals de l'any 1937). El 29 de setembre d'aquest mateix any, Gabriel es va matricular de cinquè curs a l'Institut de Reus. L'any 1938 la família Ferrater va marxar cap a França. Ricard Ferrater estava a punt de ser nomenat cònsol de la República Espanyola a Bordeus.
Durant la seva estada a França, Ferrater va realitzar nombroses lectures: clàssics com Montaigne, Jean Racine, Laclos, i especialment el Cardenal de Retz; però també autors del surrealisme, i autors contemporanis com Joyce, entre d'altres.

### Retorn a Catalunya i anys de major producció
Gabriel Ferrater torna a Reus a finals de l'any 1941. Poc abans que Ferrater marxés a fer el servei, el seu pare havia tornat a posar en funcionament el negoci familiar dels vins, però tot plegat no va rutllar bé. Entre els anys 1943 i 1945 Gabriel Ferrater va haver de fer el servei militar. Durant el servei, Gabriel escriu algunes cartes a la seva mare i li demana que li enviï llibres. Entre alguns dels que li envià, trobem: La Chartreuse de Parme i Le Rouge et le Noir de Stendhal, així com les obres de Rabelais, la Guide Bleu d'Anglaterra i l'Espectador d'Ortega y Gasset. Un cop acabat el servei militar, Ferrater va tornar a Reus i es va treure el batxillerat entre els anys 1945 i 1947.
Durant el curs 1947-1948 Ferrater va matricular-se a la Facultat de Ciències Exactes de la Universitat de Barcelona, però al tercer curs va abandonar els estudis. Quatre anys més tard va tornar a la Universitat i es va matricular en Filologia.
El 16 de juny de 1951 al pare, Ricard Ferraté les coses li van tan malament que es va suïcidar. Tal com consta al certificat de defunció: hemorràgia cerebral per tret amb arma de foc. Tenia signada una pòlissa de vida que passat un any podia cobrar-se inclús en cas de suïcidi. La mort del seu pare produeix una mena d'inflexió en l'autor: Ferrater s'instal·la a Barcelona on es comença a professionalitzar com a crític d'art. A més a més, durant aquesta època, Ferrater manté contacte amb certs grups intel·lectuals i artístics de Barcelona. Durant aquests anys estableix vincles amb personatges com Joan Vinyoli, Carles Riba, Rosa Leveroni, etc. També és durant aquest període que fa publicacions sobre art a la revista Laye. El descobriment d'alguns autors alemanys (Bertolt Brecht), anglesos (sobretot Shakespeare), francesos, italians i medievals, unit al bagatge cultural que duia i a les relacions sentimentals del moment, el van portar a escriure el conjunt de la seva obra poètica entre els anys 1958 i 1969.
L'any 1963 va anar a Hamburg com a lector de l'editorial Rowohlt i, en tornar a Catalunya, va acceptar el càrrec com a director literari de Seix Barral. Aquest mateix any es va casar a Gibraltar amb la periodista americana Jill Jarrell, de la que se'n va divorciar l'any 1969. La primera relació amorosa d'importància (marcada pel mestratge i la diferència d'edat) havia estat amb l'Helena Valentí. Al final dels seus dies va viure amb una altra escriptora, Marta Pessarrodona. L'any 1968 acaba la carrera de Filosofia i Lletres i és contractat com a professor de lingüística i crítica literària a la Universitat Autònoma de Barcelona. Aquests són els anys de major activitat de l'autor i també són els anys dels primers reconeixements.
El 27 d'abril de 1972 Gabriel Ferrater se suïcidà al seu pis de Sant Cugat del Vallès, per asfíxia, posant-se al cap una bossa de plàstic.

## Obra

### Obra poètica
La poesia de Ferrater s'aplega quasi tota en tres llibres (Da nuces pueris, Menja't una cama i Teoria dels cossos), i posteriorment l'autor els recull en el volum Les dones i els dies. A banda de les obres esmentades, hi ha una sèrie de poemes a lloure que apareixen en diverses revistes i publicacions. La major part de la seva poètica l'escriu en un breu període de sis anys, comprès entre 1958 i 1963; es caracteritza per ser austera, realista i molt literària, ja que conté moltes referències a altres escriptors. Els seus registres oscil·len des d'un llenguatge planer, discursiu, concret i col·loquial, fins al barroquisme simbòlic. Els poemes són didàctics, reflexius i poc convencionals. Es tracta de poemes continguts i experiencials que plantegen una reflexió sobre aspectes morals.
La temàtica més rellevant de Da nuces pueris (1960) és la recerca de la felicitat, cosa que serà constant en la trajectòria poètica de l'autor. Aquest tret ja es troba en el títol del llibre (Da nuces pueris), el qual prové de Gai Valeri Catul, per a subratllar que s'aposta per gestos que fan feliços als altres.
Menja't una cama (1962) reafirma l'estil ferraterià, per bé que en aquest llibre té més pes l'observació social que no pas l'erotisme. S'hi apleguen grans poemes («Els innocents», «Els polls»…). En el llibre predominen tres aspectes: la presència del català dels seixanta, les nombroses referències literàries, i el fet d'anteposar la felicitat individual al compromís històric.
Teoria dels cossos (1966) és el llibre més complet de l'autor, i és aquí on assoleix la seva màxima complexitat moral. Es divideix en tres parts: La primera consta d'un únic poema que està basat en l'observació social («Poema inacabat»); destaca el gran domini de la transcripció culta de la llengua oral. La segona part és formada per vint-i-cinc poemes de caràcter amorós i eròtic, la majoria d'ells escrits en versos curts. La tercera part és heterogènia i consta de setze poemes que presenten exercicis poètics intel·lectuals no sempre fàcils de copsar.
Les dones i els dies (1968) recull 114 poemes breus, a excepció d'«In memoriam» i «Poema inacabat», que són de naturalesa més narrativa. Generalment, els poemes d'aquesta obra segueixen l'ordre d'aparició i l'estructura interna dels tres volums publicats per l'autor: Da nuces pueris (1960), Menja't una cama (1962) i Teoria dels cossos (1966). L'obra està dotada d'una gran cohesió interna, ja que Ferrater fa desaparèixer tot allò no imprescindible com els epígrafs, els subtítols i els epílegs, i tot això es reflecteix en uns poemes despullats d'ornamentació paratextual. El títol de Les dones i els dies és una ironia d'Els treballs i els dies d'Hesíode i, de retruc, mostra els eixos temàtics de la seva poesia: l'ésser humà, les seves relacions i les experiències morals (les dones) i el context en què això es produeix, és a dir, els factors espai i temps (els dies).
De forma general, els poemes es poden classificar temàticament en tres blocs. El primer és metadiscursiu i té com a marc la literatura i té diversos enfocaments; ja sigui efectuant una crítica sobre una obra o autor («Sobre la catarsi» i «A l'inrevés») o bé entenent la realitat artística des d'un punt de vista sociològic («Economies rivals»), entre moltes altres opcions. El segon bloc té una vessant social i conté els poemes que tenen com a marc l'observació a partir d'algun personatge («Faula primera», «El distret», «Cançó del gosar poder»…); o copsant instants precisos del que l'envolta («Octubre», «Diumenge», o «Els jocs», amb tots els versos en decasíl·labs perfectes, fins i tot en els dos versos en francès). El darrer bloc, més personal, aplega experiències sobre la vida moral, marcades pel pas del temps («Per no dir res», «Un pas insegur», «Fi del món»…) i per l'amor («Cambra de la tardor», «El mutilat», «Posseït»…).

### Estudis lingüístics
Deixant de banda la seva faceta de poeta, Ferrater també es va dedicar a la lingüística, a la crítica literària, a la traducció i a la crítica pictòrica. Pel que fa al primer àmbit, va fer una aportació força notable. Va estudiar els textos dels junggrammatiker; l'estructuralisme d'Antoine Meillet, Émile Beneviste i Leonard Bloomfield; Sapir, Charles Bally i Jerzy Kurylowicz i la gramàtica transformacional de Noam Chomsky, autor sobre el qual va ser dels primers a parlar-ne a Catalunya. Entre 1969 i 1972 va publicar a la revista Serra d'Or diferents articles aplegats sota el nom De causis linguae. Els més remarcables són l'esbós d'una teoria mètrica basada en el component fonològic de la gramàtica generativo-transformacional formulada per Noam Chomsky i Halle, i una anàlisi de les gramàtiques de Pompeu Fabra. D'altra banda, entre aquests anys va traduir al català les obres Cartesian Linguistics (La lingüística cartesiana) de Noam Chomsky i Language (El llenguatge) de Leonard Bloomfield. Per a totes dues obres, Ferrater preparava una anotació adaptant la teoria al català. A més, va traduir al castellà El estructuralismo: historia, problemas y métodos del lingüista alemany Manfred Bierwisch. Pòstumament, el 1981, el seu germà Joan Ferraté va publicar aplegada la seva obra lingüística sota el títol Sobre el llenguatge. El volum consta de dotze articles publicats en revistes, principalment a Serra d'Or, dos articles d'enciclopèdia, algunes addicions amb què l'autor volia complementar la traducció del Language de Bloomfield, notes personals i altres materials inèdits. Joan Mascaró i Altimiras, en un article a la revista Els Marges l'any 1984, apunta que l'interès de la tasca lingüística de Ferrater es troba, més que en les aportacions descriptives sobre el català, en una excel·lent anàlisi «moral» de la lingüística.

### Crítica literària
En el terreny de la crítica literària Ferrater va escriure diferents articles que encapçalen les obres Nabí, de Josep Carner; Comptar les bigues, de Ramon Comas i Maduell; Els lloms transparents i Obra poètica en vers i prosa i Obra poètica dispersa, de J.V. Foix i Versions de Hölderlin, de Friedrich Hölderlin. El 1979, el seu germà va editar La poesia de Carles Riba, que consta de cinc conferències fetes per Ferrater entre els anys 1965 i 1966 que van ser enregistrades i transcrites per Joan Alegret. La segona edició de l'obra conté l'elegia a Carles Riba que l'autor va publicar el 1959 a la revista Índice de Artes y Letras. També l'any 1979, Joan Ferraté va editar Sobre literatura, que inclou diversos textos (alguns inèdits) sobre autors com Josep Carner, J.V. Foix, Joan Maragall i Oller, entre d'altres. El 1986 edita Papers, cartes, paraules, un altre recull que conté cartes, informes de lectura, entrevistes i la traducció dels dos primers actes del Coriolà de Shakespeare, entre més textos, i l'any següent, Foix i el seu temps, que consta de cinc conferències sobre Foix que Ferrater feu entre 1965 i 1967 a la Universitat de Barcelona. Ferrater, per una banda, hi exposa l'evolució dels escriptors respecte al moviment polític catalanista, que va quedar palesa en les interpretacions sociològiques de la literatura catalana de l'època i, per l'altra, ofereix lectures innovadores, com la de Foix. El 2010 també es publicà Tres prosistes, que aplega les conferències sobre La parada, de Joaquim Ruyra, Solitud, de Víctor Català i sobre Josep Pla, que Ferrater va donar entre 1966 i 1967. El volum també inclou un informe en anglès sobre Pla redactat el 1967 per convèncer a una editorial nord-americana de la importància d'aquest escriptor. També pòstumament aparegueren publicats, en castellà, Escritores en tres lenguas (1994) i Noticias de libros (2000). El primer és un recull d'articles gairebé tots inèdits que, tal com explica l'editor del volum, José Manuel Martos, Ferrater va escriure probablement entre 1963 i 1964, i que tracten principalment d'escriptors en llengua alemanya, francesa i anglesa. Per la seva banda, Noticias de libros inclou una sèrie d'informes de lectura redactats entre 1961 i 1972 per a les editorials Seix Barral i Rowohlt Verlag. Totes aquestes edicions pòstumes confirmen el poliglotisme, l'erudició, la intel·ligència i la ironia de l'autor, a més de la curiositat i varietat dels seus interessos.

### Traduccions
Gràcies al seu gran domini de llengües, una de les fonts d'ingressos que va tenir Ferrater després de la mort del seu pare van ser les traduccions. A part de les obres sobre lingüística ja citades, Ferrater va traslladar a la nostra llengua Der Prozess (El procés) de Franz Kafka (1966). A més en traduí moltes al castellà d'autors com Samuel Beckett (Murphy), Peter Weiss (Informes) o Ernest Hemingway (París era una festa), per citar-ne només alguns.

### Crítica d'art
A la dècada dels 50 Ferrater va treballar com a crític d'art a la revista Laye. En aquest àmbit va publicar Aproximaciones a la pintura de Miguel Villà (1952) i La pintura de José Maria de Martín (1953). El 1981 va aparèixer el recull Sobre pintura, editat per Joan Ferraté. En aquest volum s'apleguen els articles i assaigs publicats a Laye des del 1951, altres articles de la mateixa època, els capítols d'una història de la pintura espanyola contemporània encarregada per Seix Barral (que no va arribar a fer-se) i notes sobre diversos artistes i ressenyes de llibres sobre art. El més destacable del seu pensament artístic és la defensa de l'art clàssic i realista, i el poc interès que li provocaven les avantguardes.

## Estil literari
Gabriel Ferrater és una veu original, trencadora i irònica en la història de la literatura catalana de la postguerra. Les dificultats d'adscriure'l a un moviment concret rauen en la singularitat de la seva obra, desmarcada de la tradició postsimbolista i de l'emergent realisme històric. Ferrater reconeix haver-se allunyat molt de l'estètica romàntica del seu temps, i ho fa a partir de l'observació directa i detallada de les manifestacions de l'experiència moral de l'home. Una altra de les constants de la poesia ferrateriana és l'erotisme, així com la preocupació per definir la mateixa actitud moral. Finalment, composicions com «In memoriam» i «Poema inacabat» donen un dels testimonis històrics més rellevants de la guerra civil.
Tal com diu el mateix autor en l'epíleg a Da nuces pueris, el tret més distintiu que es troba en la poètica és que l'autor a l'hora d'escriure ha de definir i acotar amb exactitud la seva actitud moral, això és, «la distància que hi ha entre el sentiment que la poesia exposa i el que podríem dir el centre de la seva imaginació». Aquesta distància l'aconsegueix a través de dos recursos que li resulten molt efectius: la ironia i la mètrica no rimada que dona un to més modern i versemblant a la dicció poètica.
Ferrater continua guiant-nos per la seva poètica sentenciant que «tot poema hauria d'ésser clar, sensat, lúcid i apassionat, és a dir, en una paraula, divertit». Una declaració de principis que es pot resseguir en l'ús d'un llenguatge col·loquial i amè, que descriu situacions concretes i quotidianes en uns poemes descarnadament honestos. Un altre tret típicament ferraterià (prou insòlit entre els autors catalans i espanyols coetanis, la majoria molt més castos) és l'erotisme viu i suggerit com a mitjà per arribar a la indagació moral.
L'inexorable pas del temps i les dones són els eixos temàtics sobre els quals gira la poesia del poeta reusenc. Una obra que es recrea en la moral descriptiva i intel·lectual, en la narració històrica, l'experiència amorosa o l'hermetisme més pur. Però, per entendre l'obra de Ferrater, cal tenir en compte que la situació descrita a través dels versos és tan sols un pretext per encetar la reflexió moral, que és el veritable objecte de la poesia ferrateriana.

## Influències i heterodòxia
Gabriel Ferrater era un lector agut i un tertulià incansable, similar als lletraferits del segle xx de qualsevol país occidental. Va mantenir converses sobre assaigs de tota mena, poca novel·la i molta poesia, sobretot anglosaxona. Entre els autors que van influir en la seva obra s'hi troben March, Carner, Riba i J.V. Foix –en el marc català– i Valeri Catul, Chrétien de Troyes, Villon, Baudelaire, Rimbaud, Frost, Graves, Pavese, Kavafis, Eliot, Robert Lowell, Auden i Brecht –en l'àmbit europeu i americà. Va ser, juntament amb el seu germà Joan Ferraté i altres escriptors afins com Carlos Barral i Jaime Gil de Biedma, un intel·lectual modern, ateu i europeu que va canviar el paradigma literari català i va influir enormement en les generacions successives d'escriptors. Com diu Jordi Cornudella:
| « | L'eclosió de Ferrater va fer envellir tot d'una, molta de la poesia que s'escrivia aleshores. Els seus llibres de versos representaven una autèntica novetat. | » |

## Relació d'obres

### Poesia
- Da nuces pueris. Barcelona: Óssa Menor, 1960 / Barcelona: Empúries, 1987 / Barcelona: Edicions 62, 1998.
- Menja't una cama. Barcelona: J. Horta, 1962 / Barcelona: Edicions 62 - Empúries, 1997.
- Teoria dels cossos. Barcelona: Edicions 62, 1966 / Barcelona: Empúries, 1989.
- Les dones i els dies. Barcelona: Edicions 62, 1968 / Barcelona: Edicions 62 - La Caixa, 1979.
- Vers i prosa [Jordi Cornudella i Joan Ferraté (ed.)]. València: Tres i Quatre, 1988.
- Poema inacabat [Oriol Ponsatí i Jordi Cornudella (eds.)]. Barcelona: Diputació de Barcelona, 2003.

### Novel·la
- Un cuerpo, o dos [amb J.M. de Martín]. Barcelona: Sirmio, 1987.

### Crítica literària o assaig
- Aproximaciones a la pintura de Miguel Villà. Barcelona: Laye, 1952.
- Sobre literatura. [Joan Ferraté (ed.)]. Barcelona: Edicions 62, 1979.
- La poesia de Carles Riba. Barcelona: Edicions 62, 1979.
- Sobre pintura. [Joan Ferraté (ed.)]. Barcelona: Seix Barral, 1981.
- Sobre el llenguatge. [Joan Ferraté (ed.)]. Barcelona: Quaderns Crema, 1981.
- Foix i el seu temps. [Joan Ferraté (ed.)]. Barcelona: Quaderns Crema, 1987.
- Vers i prosa. València: Eliseu Climent, 1988.
- Escritores en tres lenguas. [José Manuel Martos (ed.)]. Barcelona: Antártida - Empúries, 1994.
- Noticias de libros. Barcelona: Península, 2000.
- Tres prosistes (Joaquim Ruyra, Víctor Català i Josep Pla). [Oriol Ponsatí (ed.)]. Barcelona: Empúries, 2010.

### Pròlegs
- CARNER, Josep: Nabí. Barcelona: Edicions 62, 1971.
- COMAS I MADUELL, Ramon: Comptar les bigues. Barcelona: ELER, 1968.
- FOIX, J. V.: Els lloms transparents. Barcelona: Edicions 62, 1969.
- FOIX, J. V.: Obra poètica en vers i prosa i obra poètica dispersa. Barcelona: Edicions 62-Diputació de Barcelona, 2000.
- HÖLDERLIN, Friedrich: Versions de Hölderlin. Barcelona: Edicions 62, 1971. (Trad. Carles Riba)

### Traduccions realitzades per l'autor
- De l'alemany
- BIERWISCH, Manfred: El estructuralismo: història, problemas y métodos. Barcelona: Tusquets, 1971.
- ELSNER, Gisela: Los enanos gigantes [Die Riesenzwerge]. Barcelona: Seix Barral, 1965.
- GOMBRICH: Arte e ilusión: estudio sobre la psicología de la representación pictórica. Barcelona: Gustavo Gili, 1979.
- HEISENBERG, Werner: La imagen de la naturaleza en la física actual. Barcelona: Ariel, 1976.
- KAFKA, Franz: El procés [Der Prozess]. Barcelona: Proa, 1966.
- MARTINI, Fritz: Historia de la literatura alemana. Barcelona: Labor, 1964.
- POLIAKOV, Léon: El Tercer Reich y los judíos: documentos y estudios [Das Dritte Reich und die Juden: Dokumente und Auftsätge]. Barcelona: Seix Barral, 1960.
- WEISS, Peter: Informes. Madrid: Alianza, 1974.

- Del suec
- SÖDERBERG, Hjalmar: El Doctor Glas. Barcelona: Seix Barral, 1968.

- De l'anglès
- BLOOMFIELD, Leonard: El llenguatge [Language]. Barcelona: Seix Barral, 1978.
- CHOMSKY, Noam: Lingüística cartesiana [Cartesian linguistics]. Barcelona: Seix Barral, 1966.
- HEMINGWAY, Ernest: París era una fiesta [A Moveable Feast]. Barcelona: Seix Barral, 1964 / Barcelona: Círculo de Lectores, 1987 / Barcelona: Planeta, 2003.
- MALAMUD, Bernard: Idiotas primero [Idiots first]. Barcelona: Seix Barral, 1969.
- McCARTHY, Mary: Una vida encantada [Charmed life]. Barcelona: Lumen, 1971 / Barcelona: El Aleph, 2006.

- Del francès
- BECKETT, Samuel: Murphy. Barcelona: Lumen, 1970.
- CHODERLOS DE LACLOS, Pierre-Ambroise-François: Las amistades peligrosas [Les liaisons dangereuses]. Barcelona: Tusquets, 1989 / Barcelona: Círculo de Lectores, 1990 / Barcelona: Planeta, 1990 / Barcelona: RBA, 1994.

- Del polonès
- GOMBROWICZ, Witold: La seducción [Pornografia]. Barcelona: Seix Barral,1968.

### Altres
- Papers, cartes i poemes [Joan Ferraté (ed.)]. Barcelona: Quaderns Crema, 1986.
- Cartes a l'Helena [Joan Ferraté i José Manuel Martos (eds.)]. Barcelona: Empúries, 1995.

### Entrevistes
- PASQUAL, Lluís: «Gabriel Ferrater. Poeta de l'home i la vida», Revista del Centro de Lectura, 1970, pàgs. 940-3.
- PORCEL, Baltasar: «In memoriam», Serra d'Or (Barcelona), núm. 14, 1972, pàg. 384-9.

## Premis literaris
- 1967 – Teoria dels cossos, Premi Crítica Serra d'Or de Poesia
- 1967 – Teoria dels cossos, Premi Lletra d'Or
- 1972 – Premi Maldoror de poesia a títol pòstum
- 1987 – Paper, cartes, paraules, Premi Crítica Serra d'Or de Bio-bibliografia

## Llegat
El 29 de gener de 2018, el ple municipal va aprovar per unanimitat nomenar-lo fill predilecte de Sant Cugat.